# Myosorex sclateri
Myosorex sclateri es una especie de musaraña de la familia soricidae.

## Distribución geográfica
Es endémica de Sudáfrica.

## Hábitat
Su hábitat natural son: bosques, y pantanos de tierras  de baja altitud subtropicales o tropicales húmedas.

## Estado de conservación
Se encuentra amenazada de extinción por la pérdida de su hábitat natural.